# La Joya de los Sachas
La Joya de los Sachas ist eine Kleinstadt und eine Parroquia urbana („städtiches Kirchspiel“) in der ecuadorianischen Provinz Orellana. Sie ist Verwaltungssitz des gleichnamigen Kantons. Die Parroquia hat eine Fläche von 196,4 km². Im Jahr 2010 wurden 17.934 Einwohner gezählt. Davon lebten 11.480 im urbanen Bereich von La Joya de los Sachas. In den 1970er Jahren kam es in der Region zu einem Ölboom. Im Jahr 1988 wurde der Kanton gegründet. Die Bevölkerung ist in den letzten Jahren gestiegen, hauptsächlich aufgrund des Zuzugs von Siedlern aus dem Andenhochtal Ecuadors. 

## Lage
Die Stadt La Joya de los Sachas befindet sich 23,5 km nordöstlich der Provinzhauptstadt Puerto Francisco de Orellana auf einer Höhe von 278 m. Die Fernstraße E45A (Puerto Francisco de Orellana–Nueva Loja) führt durch die Stadt.
Die Parroquia La Joya de los Sachas liegt im Amazonastiefland östlich des Río Coca sowie nördlich des Río Napo. Das Gebiet wird im Osten von dem nach Südosten fließenden Río Jivino begrenzt. Die Längsausdehnung in Ost-West-Richtung beträgt etwa 25 km, die Ausdehnung in Nord-Süd-Richtung liegt im Mittel bei 8 km.
Die Parroquia La Joya de los Sachas grenzt im Osten an die Provinz Sucumbíos mit den Parroquias Shushufindi und Limoncocha (beide im Kanton Shushufindi), im Südosten an die Parroquia Unión Milagreña, im Südwesten an die Parroquia San Carlos, im Westen an die Parroquia San Sebastián del Coca, im Nordwesten an die Parroquia Lago San Pedro sowie im Nordosten an die Parroquia Enokanqui.

## Ökologie
Das Gebiet ist mit landwirtschaftlichen Nutzflächen überzogen.